# Lagunita de San Diego
Lagunita de San Diego är en ort i Mexiko.   Den ligger i kommunen Landa de Matamoros och delstaten Querétaro Arteaga, i den centrala delen av landet, 220 km norr om huvudstaden Mexico City. Lagunita de San Diego ligger 1 926 meter över havet och antalet invånare är 197.
Terrängen runt Lagunita de San Diego är kuperad västerut, men österut är den bergig. Runt Lagunita de San Diego är det ganska glesbefolkat, med 29 invånare per kvadratkilometer. Närmaste större samhälle är Xilitla, 17,4 km öster om Lagunita de San Diego. I omgivningarna runt Lagunita de San Diego växer i huvudsak blandskog.